# Amy Davidson

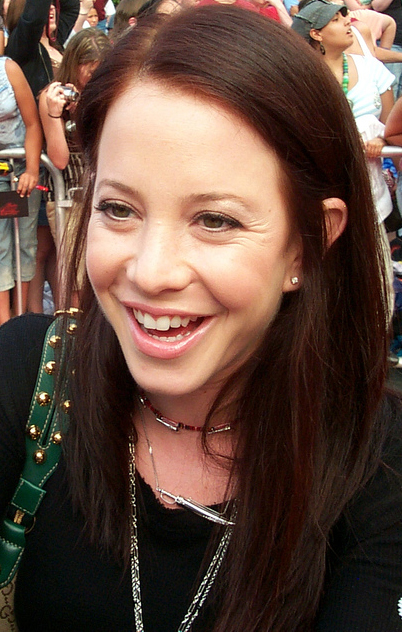
Amy Davidson (2006)

Amy Davidson (* 15. September 1979 in Phoenix, Arizona) ist eine US-amerikanische Schauspielerin, die vor allem durch ihre Rolle als Kerry Hennessy in Meine wilden Töchter bekannt wurde.

## Leben
Amy Davidson begann bereits als kleines Mädchen zu tanzen. Als Mitglied der mehrfach-ausgezeichneten Tanzgruppe Dance Motion, konnte Davidson ihre Fähigkeiten im Ballett, Hip-Hop und modernem Tanz ausbauen. Nach mehreren Jahren Teilnahme an nationalen Tanzwettbewerben und jährlichen Tanzproduktionen von Dance Motion, entschied Davidson mit dem Schauspielern anzufangen. Zuerst drehte sie nur einige Werbespots, doch ihr Schauspiellehrer Gene Fowler motivierte sie nach Los Angeles zu ziehen. Dort bekam sie schnell ihre erste Rolle. 
Davidson besuchte die Shadow Mountain High School in Phoenix, Arizona.

## Filmografie
- 1995: Teenage Tupelo
- 2000: The Truth About Jane
- 2002: So Little Time
- 2003: The New Tom Green Show
- 2002–2005: Meine wilden Töchter (8 Simple Rules… for Dating My Teenage Daughter)
- 2003: The New Tom Green Show
- 2005: Annie’s Point
- 2006: Vampire Office – Büro mit Biss! (Netherbeast Incorporated)
- 2006: Mary Worth
- 2007: Green River: Die Spur des Killers Teil 1 und 2 (The Capture of the Green River Killer)
- 2011: To Live and Try in LA (Kurzfilm)
- 2011: Destruction Party (Kurzfilm)
- 2013: Non-Stop (Fernsehfilm)
- 2014: The Brittany Murphy Story (Fernsehfilm)
- 2015: Girl on the Edge
- 2015: Battle Scars
- 2015: Tales from the Toilet
- 2017: Being Rose
- 2019: Ernesto’s Manifesto

### Gastauftritte
- 2001: Für alle Fälle Amy (Judging Amy, Folge 3.5 Mit Wort und Tat)
- 2006: Strong Medicine: Zwei Ärztinnen wie Feuer und Eis (Strong Medicine, Folge 6.20 Baby BOOM!)
- 2006: Malcolm mittendrin (Malcolm in the middle, Folge 7.16 Lois Strikes Back)
- 2009: Criminal Minds (Folge 4.15 Zoe’s Reprise)
- 2009: Ghost Whisperer – Stimmen aus dem Jenseits (Ghost Whisperer, Folge: 5.06 Head over Heels)
- 2011: CSI: Den Tätern auf der Spur (CSI: Crime Scene Investigation), Folge 12.02 Tell-Tale Hearts
- 2012: Dr. House (Folge 8.17 Henry und die Frauen)
- 2015: Better Call Saul (Folge 1.10 Marco)
- 2015: Bones – Die Knochenjägerin (Bones, Folge 10.5 The Corpse at the Convention)
- 2017: Marlon (Folge 1.09 Appropriate Marlon)

## Trivia
- Amy Davidson verkörpert in der Serie Meine wilden Töchter die jüngere Tochter Kerry, obwohl die Schauspielerin der älteren Tochter Bridget (Kaley Cuoco) in Wirklichkeit 6 Jahre jünger ist als sie.